# Agustín Cruz Tinoco

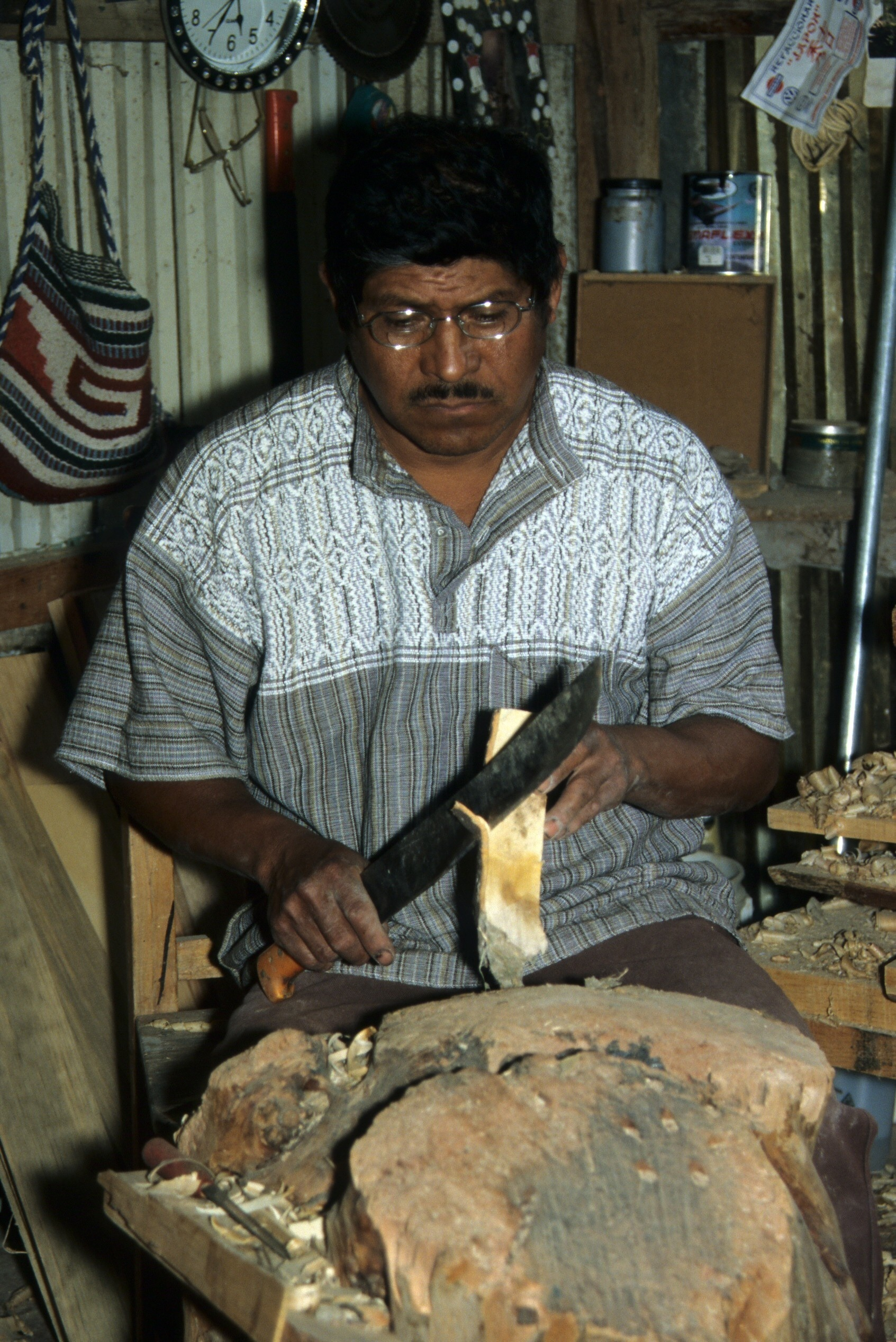
Agustín Cruz Tinoco de San Agustín de las Juntas, Oaxaca. Usa un machete para moldear la madera

Agustín Cruz Tinoco es un artesano mexicano, nacido en San Agustín de las Juntas, Oaxaca.  Sobresale por el esculpido de madera. Su trabajo ha sido reconocido tanto en México como en el exterior.

## Origen

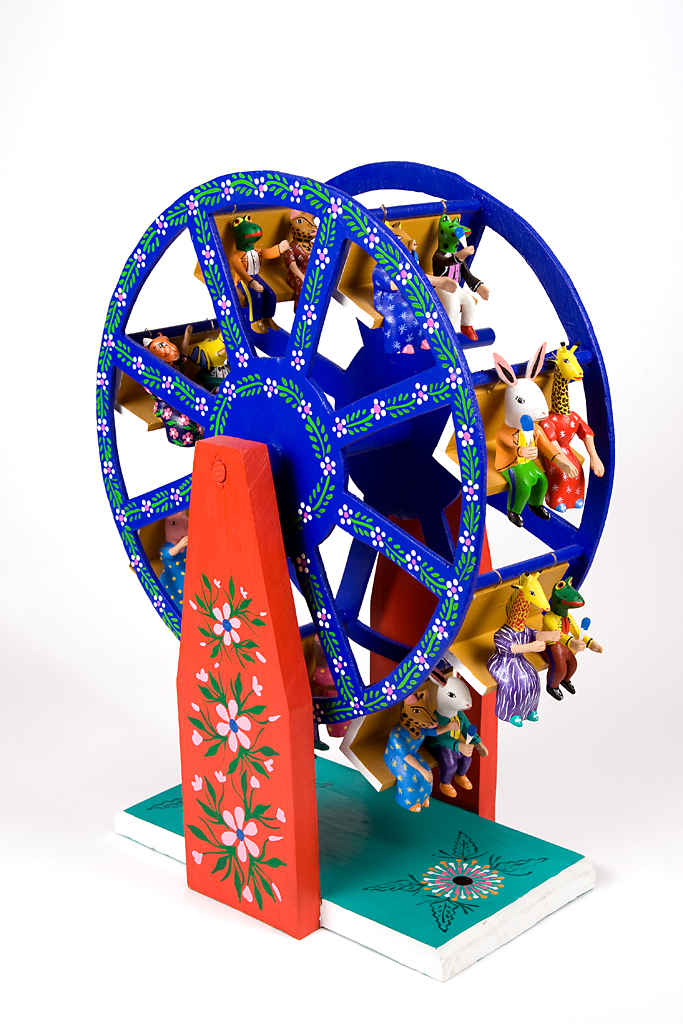
Rueda de la fortuna por el artesano

Cruz Tinoco desde niño aprendió a esculpir por influencia de su padre, también un reconocido escultor, en su pueblo natal San Juan Otzolotepec en la Sierra Mixe de la región de Oaxaca, donde su familia tenía plantaciones de café y maíz. Al ser adulto, se mudó a San Agustín de las Juntas, un pueblo cercano a la capital de Oaxaca, enviado por su esposa, Cleotilde Prudencio Martínez, y sus cuatro hijos un año más tarde. Inicialmente, trabajó como ayudante en obras de construcción para la manutención de su familia mientras esculpía por las noches encontrando así un mercado más amplio que en su pueblo natal, pese a esto, San Agustín de las Juntas, no es conocido por ser un pueblo de artesanías hechas de madera.

## Artesanía

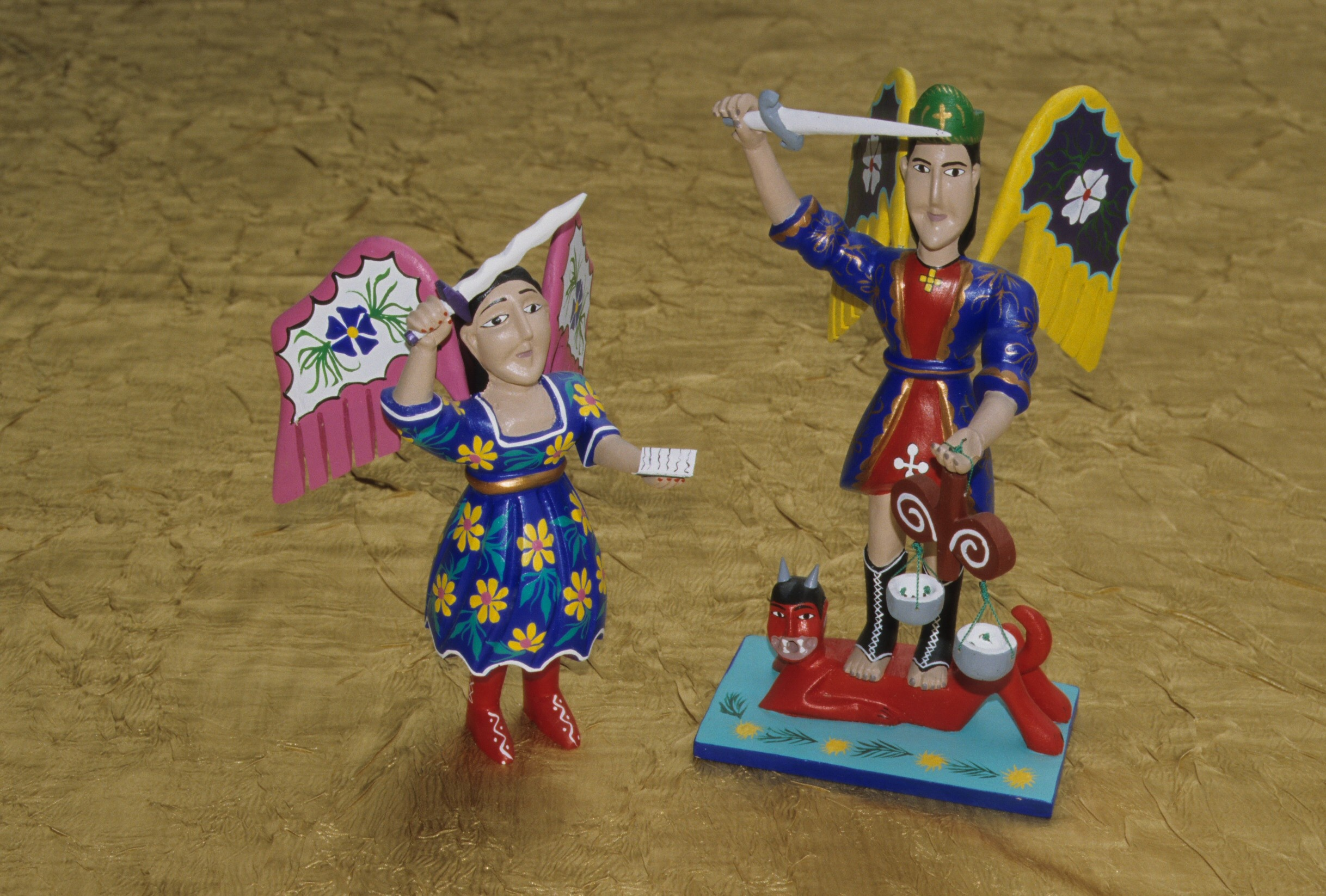
Angel y el Arcángel Miguel por el artesano

Cruz Tinoco es mayormente conocido por sus figuras religiosas y la representación de escenarios nativos, sin embargo,  creó algunas otras figuras tales como carretas, carruseles, ruedas de la fortuna, retablos y más. Incluye también fantásticos trabajos como nativos montados sobre tortugas, cajas en forma de jaguar, figuras con forma de esqueleto y animales haciendo actividades humanas e incluso un juego de ajedrez de los conquistadores en contra de los indígenas. Trabajaba tanto en madera de pino y de cedro así como caoba y una suave madera oriunda de Oaxaca llamada Opal que es popular entre los diversos escultores de madera. Asimismo, estudiaba la composición de la madera para poder hacer trabajos adecuados dependiendo de la calidad y textura de esta. Entre las herramientas de esculpido destacan los machetes, varios cuchillos, cinceles, cuernos de agave y agujas. Los machetes, son largos cuchillos con los cuales se la da forma inicial de una escultura de modo que con las pequeños herramientas se pudiera refinar y crear detalles y diseños escrupulosos.

## Participación de la familia
Originalmente, Cruz Tinoco dejó los trabajos sin pintar hasta que su hija mayor Edilma se mostró interesada en pintarlos. Esto hizo los trabajos más populares, por lo que pronto su familia formó parte del trabajo de esculpido como de pintura, lo cual es tradicional entre las familias de Oaxaca que se dedican a la artesanía. Sus dos hijos colaboraban con el esculpido y la pintura, Manuel, que era el escultor más prometedor, y el mayor Agustín, haciendo mayormente el trabajo de relaciones públicas. Su esposa y sus hijas colaboraban con el proceso de pintura usando acrílico, regularmente con la dirección Cruz Tinoco. Primero se untaba una capa, seguido a esto se aplicaban los colores definitivos, usualmente con diseños intrigantes y repetidos.

## Reconocimiento
Cruz Tinoco y su familia han ganado reconocimientos y premios en México así como internacionalmente. Ellos participan regularmente en el Santa Fe International Folk Art Market en Santa Fe, Nuevo México y fueron incluidos en el álbum de    “Grandes Maestros de Arte Popular de Iberoamerica" publicado en 2014 por Banamex.
- Wikimedia Commons alberga una categoría multimedia sobre Agustín Cruz Tinoco.